# Stenocrobylus somalus
Stenocrobylus somalus är en insektsart som beskrevs av Baccetti 1984. Stenocrobylus somalus ingår i släktet Stenocrobylus och familjen gräshoppor. Inga underarter finns listade i Catalogue of Life.